# Linda Seger
Linda Seger est écrivain et script doctor pour le cinéma. Elle donne des conférences et enseigne la création et l'amélioration de scénarios. Elle a publié Making a Good Script Great (Faire d'un bon scénario un scénario formidable). Elle a aussi écrit des livres de spiritualité.

## Travail en tant que consultante
Linda Seger commence à travailler en tant que script doctor (script consultant) en 1981. Elle a contribué aux scénarios de Braindead de Peter Jackson et Universal Soldier de Roland Emmerich.

## Œuvres
- (en) Advanced Screenwriting: Raising Your Script to the Academy Award Level, Silman-James Press, 2003.
- (en) And the Best Screenplay Goes To...: Learning from the Winners: Crash, Sideways, Shakespeare in Love, Michael Wiese Productions, 2001.
- (en) The Art of Adaptation: Turning Fact and Fiction into Film, Holt McDougal, 1992.
- (en) Creating Unforgettable Characters, Henry Holt & Company Inc, 1990.
- (en) Making a Good Script Great, Samuel French Trade, 1987.
- (en) When Women Call The Shots: Developing Power and Influence of Women in Television and Film, Owl Books, 1998.
- (en) Writing Subtext: What Lies Beneath, Michael Wiese Productions, 2011.

## Préface
- (en) Helen Jacey, The Woman in the Story: Writing Memorable Female Characters, Michael Wiese Productions, 2010.

## Œuvres traduites en français
- Adapter un livre pour le cinéma et la télévision, Paris, Dixit, 2006.
- Créer des personnages inoubliables, Paris, Dixit, 2018.
- Faire d'un bon scénario un scénario formidable, Paris, Dixit, 2005.